# Grote Houtpoort
De Grote Houtpoort was een stadspoort in de Nederlandse stad Haarlem. De poort bevond zich aan het eind van de Grote Houtstraat bij het Houtplein ter hoogte van de Grote Houtbrug.
De poort werd ter vervanging van een oudere poort gebouwd in 1591 door 'stadsmetselaar' Mr. Willem Dirksz. den Abt.
De poort werd evenals de Zijlpoort in 1824 gesloopt om de stad ruimere toegangswegen te geven met oog op de grote Algemeene Tentoonstelling van Voorwerpen van Nationale Nijverheid in 1825. De sloop werd onder handen genomen door Jan David Zocher. De sloper betaalde het stadsbestuur 3500 gulden - veel materiaal was nog goed verhandelbaar.
Amsterdamse Poort · Schalkwijkerpoort · Eendjespoort · Kleine Houtpoort · Grote Houtpoort · Raampoort · Raakstorens · Zijlpoort · Kruispoort · Janspoort · Nieuwpoort / Kennemerpoort · Catrijnenpoort · Deymanspoort · Vrouwehek